# Thomas Sivertsson
Lars Thomas Sivertsson (født 21. februar 1965 i Halmstad) er en svensk håndboldtræner og tidligere håndboldspiller, der er træner for HK Drotts kvinder og tidligere for Sveriges damelandhold i håndbold sammen med Helle Thomsen. Han spillede som aktiv for Halmstad HP, HK Drott, BM Granollers og KIF Kolding. Han har spillet 208 kampe for det svenske landshold. Som træner har han trænet KIF Kolding og Wisla Plock samt været assistenttræner for Portugal og det svenske damelandshold.
Som spiller vandt han EM-guld tre gange, VM-guld én gang, VM-sølv to gange og OL-sølv to gange med landsholdet. På klubplan har han vundet fire svenske og fem danske mesterskaber. Han har desuden vundet ét dansk mesterskab som træner.
Han er lillebror til Ulf Sivertsson, tidligere træner for KIF Koldings herrer.